# Орлинский, Болеслав
Болеслав Орлинский (13 апреля 1899 — 28 февраля 1992) — польский военный и спортивный лётчик. Полковник Войска Польского.

## Биография

### Происхождение
Прадед Болеслава Орлинского — Франц Орлинский — был подполковником конной артиллерии. Он принимал участие в военных компаниях 1792—1794 годов и наполеоновской войне 1812 года, был 14 раз ранен. За мужество Франца Орлинского наградили Золотым Крестом Польского военного Орла. Благодаря его заслугам род Орлинских получил наследственный дворянский титул.
В середине XIX века Владислав Орлинский (сын Франца) женился на дочери дворян Чарновских и поселился в своём имении — селе Ниверка, Каменец-Подольский уезд, Подольская губерния. Там у него родились сын Владимир и внук Болеслав.
В начале XX века семья Орлинских владела в Ниверке 524 десятинами земли (пашня, пастбища, леса), имела неплохую усадьбу и хозяйство.

### Обучение в Каменце-Подольском
Семейный достаток позволил родителям летом 1910 года отправить 11-летнего Болеслава на обучение в Каменец-Подольский — в семикласное коммерческое училище. На второй день после приезда парень случайно попал на авиационное шоу в Каменце-Подольском, с демонстрационными полётами выступал пилот Сергей Уточкин. Болеслав, увидев виражи аэроплана, на всю жизнь увлёкся авиацией и стал мечтать о полётах.
В мае 1916 года, после трагической смерти отца, Болеслав бросил учёбу, не доучившись в коммерческом училище только год. 17-летний юноша решил пойти на службу в российскую армию, надеясь оттуда поступить в военную авиашколу.

### Военная служба
Болеслав Орлинский попал в отряд охраны военного аэродрома в Виннице. Впоследствии, окончив ускоренный курс офицерской школы в Житомире, оказался на фронте Первой мировой войны. Воевал Орлинский в кавалерии, за храбрость его отметили двумя Георгиевскими крестами.
В конце 1917 года, с началом развала Российской империи, Орлинский перешёл служить во 2-й офицерский легион 1-го Польского корпуса. Однако, скоро демобилизовавшись, в мае 1918 года вернулся в Каменец-Подольский, чтобы завершить обучение. В конце 1918 года Орлинский получил аттестат об образовании. После этого его сразу мобилизовали в армию Украинской Народной Республики. Украинская армия в борьбе с большевиками имела союзников Войско Польское, поэтому через три месяца Орлинский перевёлся в польский кавалерийский дивизион. Молодой офицер постоянно писал рапорты с просьбой направить его служить в авиацию. В марте 1920 года Болеслава перевели в авиационную эскадру на должность инженера. В сентябре того же года он поступил в школу пилотов в польском городе Быдгощ. В 1920 году переболел сыпным тифом.

### Полёт в Японию
Когда в 1921 году Болеслав с отличием окончил школу пилотов, Первая мировая война уже закончилась. Орлинский ещё некоторое время находился на военной службе, получил чин поручика, но вскоре ушёл в отставку.
Приобретя в армии лётный опыт, Болеслав стал признанным мастером по воздушной акробатике и пилотажу. С 1923 года он работал инструктором в Высшей школе пилотов в городе Грудзёндз, одновременно, как гражданский пилот, выполнявший рейсы на первых польских международных линиях во Францию и Румынию.
После случайной встречи со своим бывшим командиром и дружеского разговора Орлинский в октябре 1925 года вернулся в армию. Он получил должность пилота-инструктора в 11-м авиаполку, который базировался в городе Лида (тогда Польша, сейчас — Белоруссия).

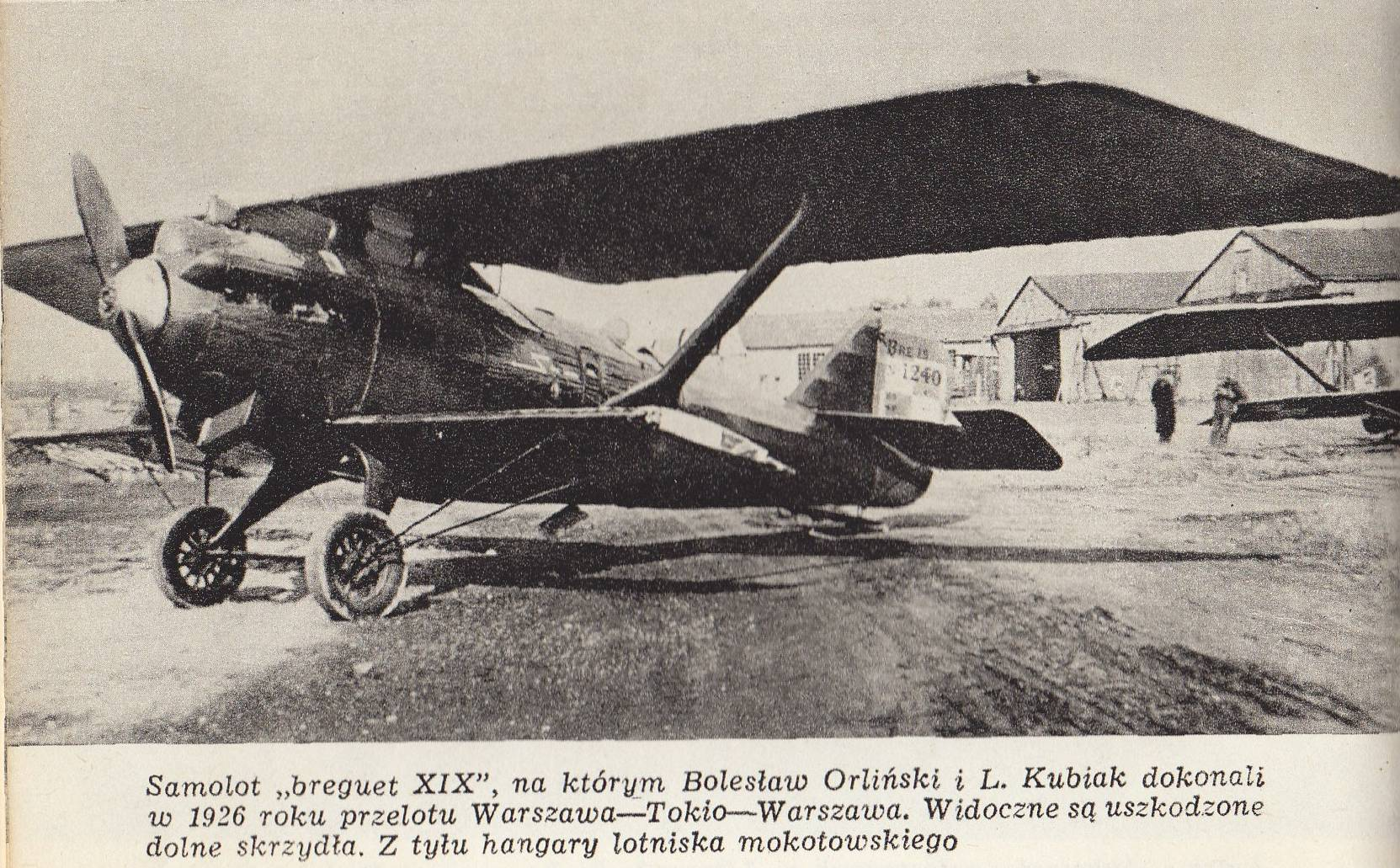
Breguet Br.19, на котором Орлинский совершил перелёт

В 1926 году руководство Департамента авиации предложило Орлинскому осуществить авиаперелёт из Варшавы в Токио. Это был проект государственной важности, который должен был сработать на престиж польской авиации и вообще страны. Сначала планировалось поручить перелёт полковнику Райскому, но после участия в попытке государственного переворота его по политическим причинам заменили.
Пилот Орлинский и его напарник — механик Леон Кубяк — летели на самолёте Breguet Br.19 через СССР, Китай и Корею. 1 сентября, пролетев через Москву, Казань, Омск и Красноярск, Орлинский достиг Читы. Затем он полетел над северным Китаем (Харбин, Мукден) в Сеул, а на последнем участке перелёта держал курс на токийский аэродром Токородзава. 5 сентября они достигли Токио. В Японии польских пилотов встретил император Тайсё и наградил их орденом Восходящего Солнца.
В обратный путь лётчики отправились 11 сентября, но из-за сложных метеоусловий не смогли пересечь Японское море. Мощный штормовой фронт заставил повернуть обратно; тот же самый фронт помешал и второй попытке на следующий день. Из-за нехватки топлива самолёт пришлось посадить в Хейко в 120 км от Сеула. После дозаправки удалось попасть в Сеул на следующий день. Для компенсации потерянного времени Орлинский решил лететь прямо на Читу, не останавливаясь в Мукдене и Харбине. Однако из-за неисправности маслосистемы им пришлось сесть у советско-китайской границы. К концу полёта мотор оказался почти без масла, из-за чего поляки не смогли долететь до Читы, пришлось снова совершать вынужденную посадку у станции Бырка. В ожидании масла аэроплан попал в ураган, аппарат перевернулся и серьёзно повредил нижнее крыло. Тем не менее, Кубяк вырезал повреждённую законцовку левой плоскости и снял полотно с законцовки правой консоли, что позволило уравновесить машину и завершить этот участок перелёта. 20 сентября самолёт снова взлетел и после посадок в Иркутске, Красноярске, Омске и Казани 24 сентября долетел до Москвы. На последнем участке маршрута машина была настолько изношена, что в своих мемуарах Орлинский называл её «старой соломорезкой». На следующий день пилоты достигли Варшавы. Итого, с 27 августа до 25 сентября 1926 года они преодолели 10300 километров из Варшавы в Токио и вернулись по этой же трассе обратно. Вся мировая пресса освещала небывалый перелет. В Польше лётчиков также отметили — и наградами, и званиями.

### Пилот-испытатель
В 1928 году Орлинский во второй раз вернулся к гражданской жизни. Он женился на варшавской танцовщице Станиславе Гомульце и, чтобы не ломать карьеру жены, уволился с армии и устроился лётчиком-испытателем на государственный авиационный завод PZL в Варшаве. За десять лет работы Орлинский первым поднял в воздух 28 новых моделей самолётов. Первые годы он испытывал прототипы новых польских истребителей разработки Зигмунда Пулавского. В декабре 1929 года Орлинский испытывал прототип связного самолёта PZL Ł.2, а также ряд прототипов гражданских аэропланов. Во второй половине 1930-х годов пилот работал с истребителем PZL P.24 и бомбардировщиками Karas, Zubr, Los и Sum, а также коммерческими самолётами PZL-44 Wicher. Большим достижением Орлинского стали лётные испытания польского истребителя PZL.50 Jastrzab в 1939 году. Этот самолёт должен был стать основой польской истребительной авиации, но его разработку завершить не удалось.
Одновременно пилот представлял Польшу на многочисленных международных авиасалонах, спортивных соревнованиях и авиашоу. Так, в мае 1930 года он выиграл первый приз на международном воздушном шоу в чешском Брно, в декабре 1930 года с успехом представил новый польский истребитель PZL-6 на авиасалоне во французском Ле-Бурже. В августе 1931 года Орлинский выиграл Национальные воздушные гонки в США (Кливленд), оставив позади величайших пилотов мира. Все эксперты и пресса признали его непревзойденную смелую акробатику. 28 июня 1934 года Орлинский на самолёте PZL-24 установил мировой рекорд скорости — 414 км/час.

### На войне

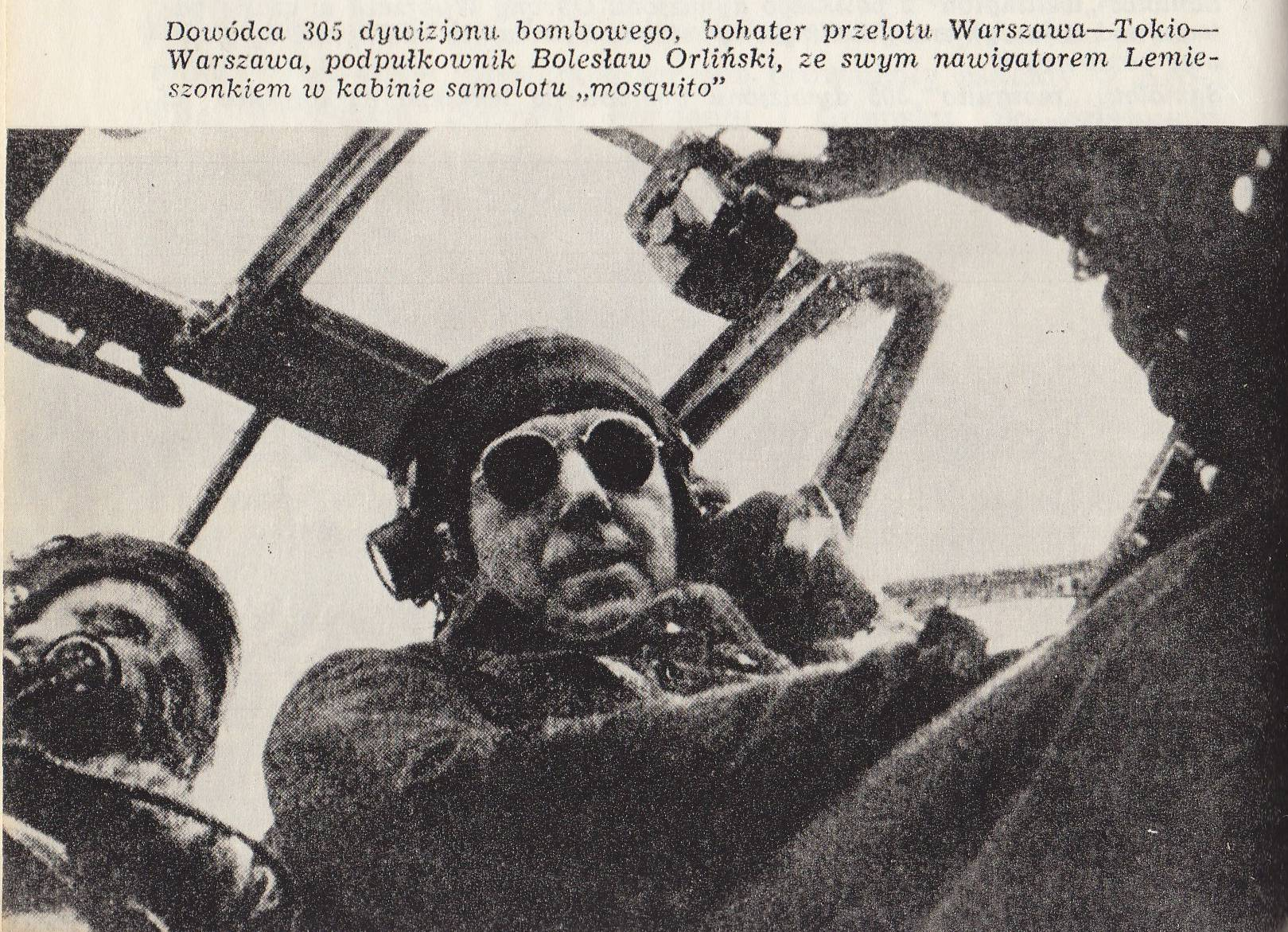
Орлинский в de Havilland Mosquito

В первый день Второй мировой войны Орлинский добровольно пошёл в армию. В сентябре 1939 года его направили в Румынию для получения боевых самолётов, приобретённых поляками в Великобритании. Но транспорт с техникой так и не прибыл. Обстоятельства на фронте не разрешили вернуться в Польшу, и Болеслав отправился в Англию. Там, по согласию польского военного командования, он вступил добровольцем в ранге капитана в ряды английской авиации (RAF). Возрастной ценз не позволял причислить Орлинского в состав боевых отрядов, и потому он четыре года выполнял обязанности инструктора учебного центра. Но постоянные попытки попасть на фронт всё-таки имели успех — в 1943 году Орлинский стал боевым пилотом 305-го дивизиона бомбардировщиков de Havilland Mosquito. Вскоре он стал командиром этого дивизиона и получил звание подполковника. Дивизион успешно выполнял задачи бомбардировки стартовых позиций ракет «Фау» на территории оккупированной немцами Франции. Всего было осуществлено 49 боевых рейдов.

### В эмиграции

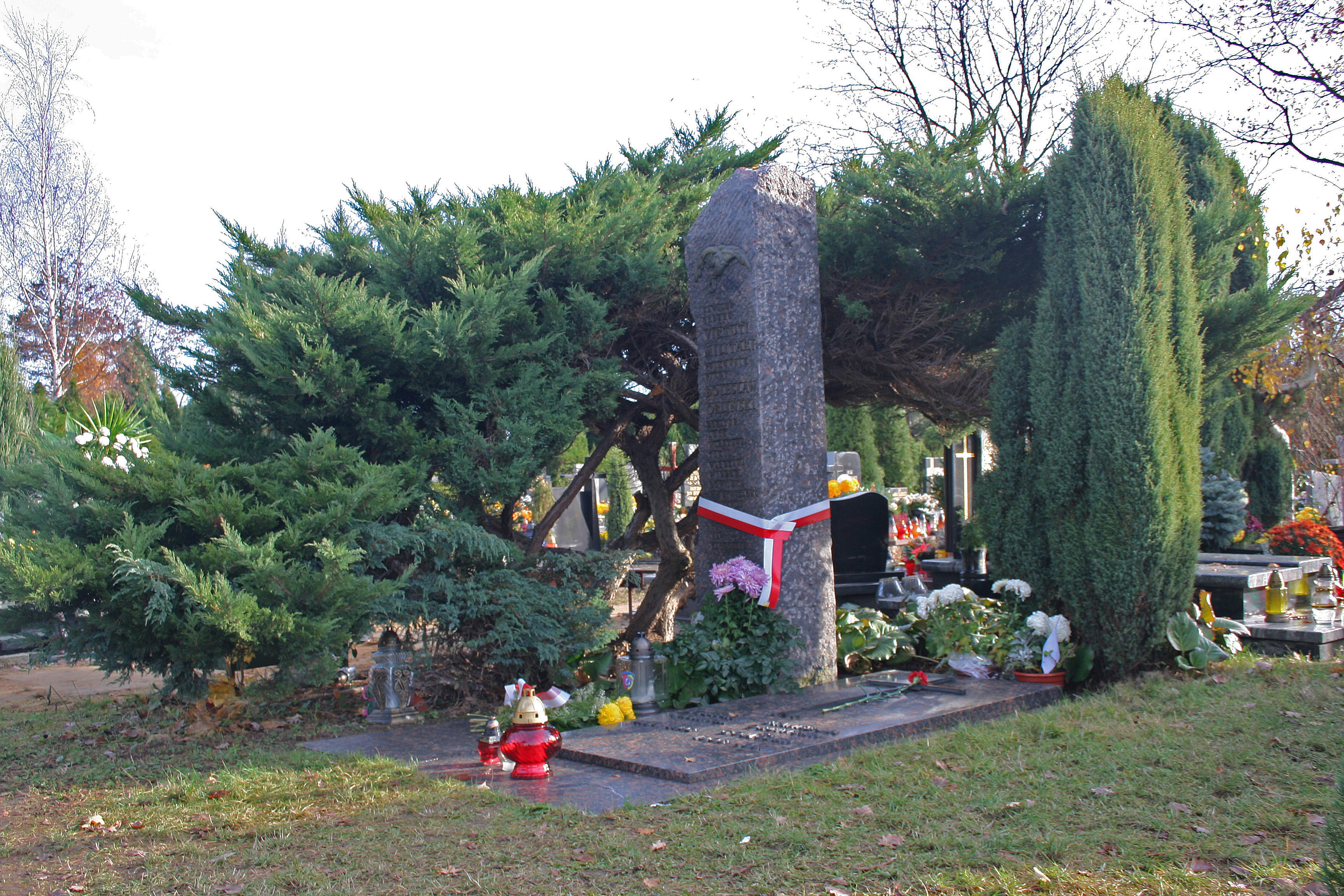
Могила Орлинского

После войны Орлинский на родину не вернулся. Пять лет он помогал развивать авиацию в ЮАР, впоследствии поселился в Канаде. Там до 1967 года работал в гражданской авиации на фирме de Havilland, а выйдя на пенсию, возглавил союз ветеранов авиации.
В 1987 году умерла жена Орлинского, а 28 февраля 1992 года на 93-м году оборвалась и жизнь пилота. Прах Болеслава Орлинского перевезли в Польшу в некрополь города Вроцлава, где были похоронены его мать и сестра.